# Мартинівський скарб
Мартинівський скарб — скарб, знайдений 1907 року на березі річки Рось, у селі Мартинівка Київської губернії, Російська імперія (нині Черкаська область, Україна). Складається з 116 срібних виробів, вагою 3,3 кг. Датується VI — VII століттями. Приналежність скарбу точно невідома; найчастіше знахідки вважають артефактами пеньківської культури, яку пов'язують з ранньослов'янським племенем антів. Зберігається по частинах у Національному музеї історії України та його філії — Скарбниці Національного музею історії України (Київ) та Британському музеї (Лондон).
Найімовірніше, що речі скарбу належали антському дружинникові, який здобув їх у військових походах, зокрема на Балкани.

## Опис
Серед предметів скарбу виділяються такі: 4 антропоморфні фігурки, 5 зооморфних фігурок, 3 пальчасті фібули, 6 браслетів, налобні вінчики, сережки, скроневі підвіски, гривна, поясні бляшки, накладки, навершшя ременів, уламок тарелі, 2 срібні чаші, ложка для євхаристії з клеймами візантійських майстрів. Матеріал виробів — срібло 400—900 проби різного походження. Найбільший художній інтерес становлять срібні фігурки людей та тварин, виконані у оригінальному стилі. Деякі дослідники у ньому вбачають впливи гунів та аварів.
Вирізняються також срібні бляшки — зображення постаті чоловіка розміром 7,6 см, на ліктьових згинах фігурки присутні два отвори, ймовірно бляшку нашивали на одяг або на кінське сідло. Ноги чоловіка зігнуті в колінах, руки — покладені на стегна, що нагадує танцюриста. Сорочку чоловіка оздоблюють перехрещені по діагоналі насічені лінії, які нагадують вишивку.

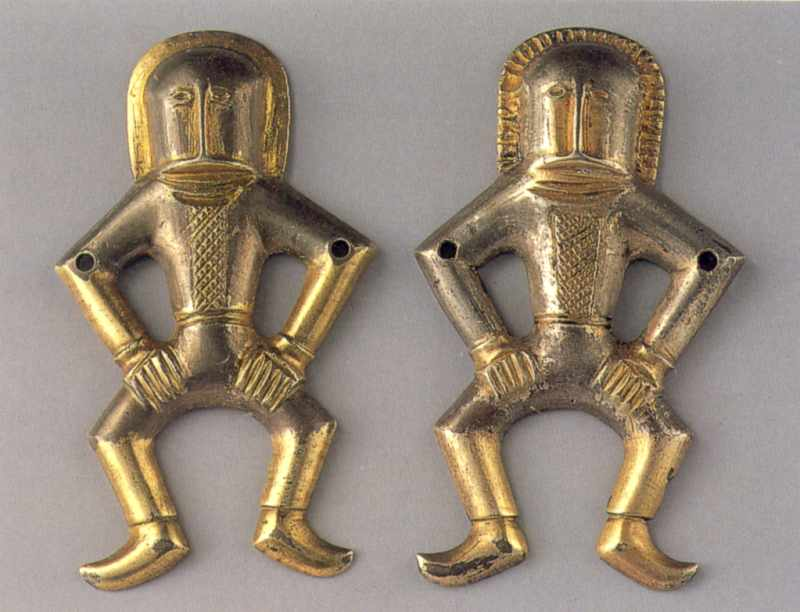
Чоловіки у «вишиванках».
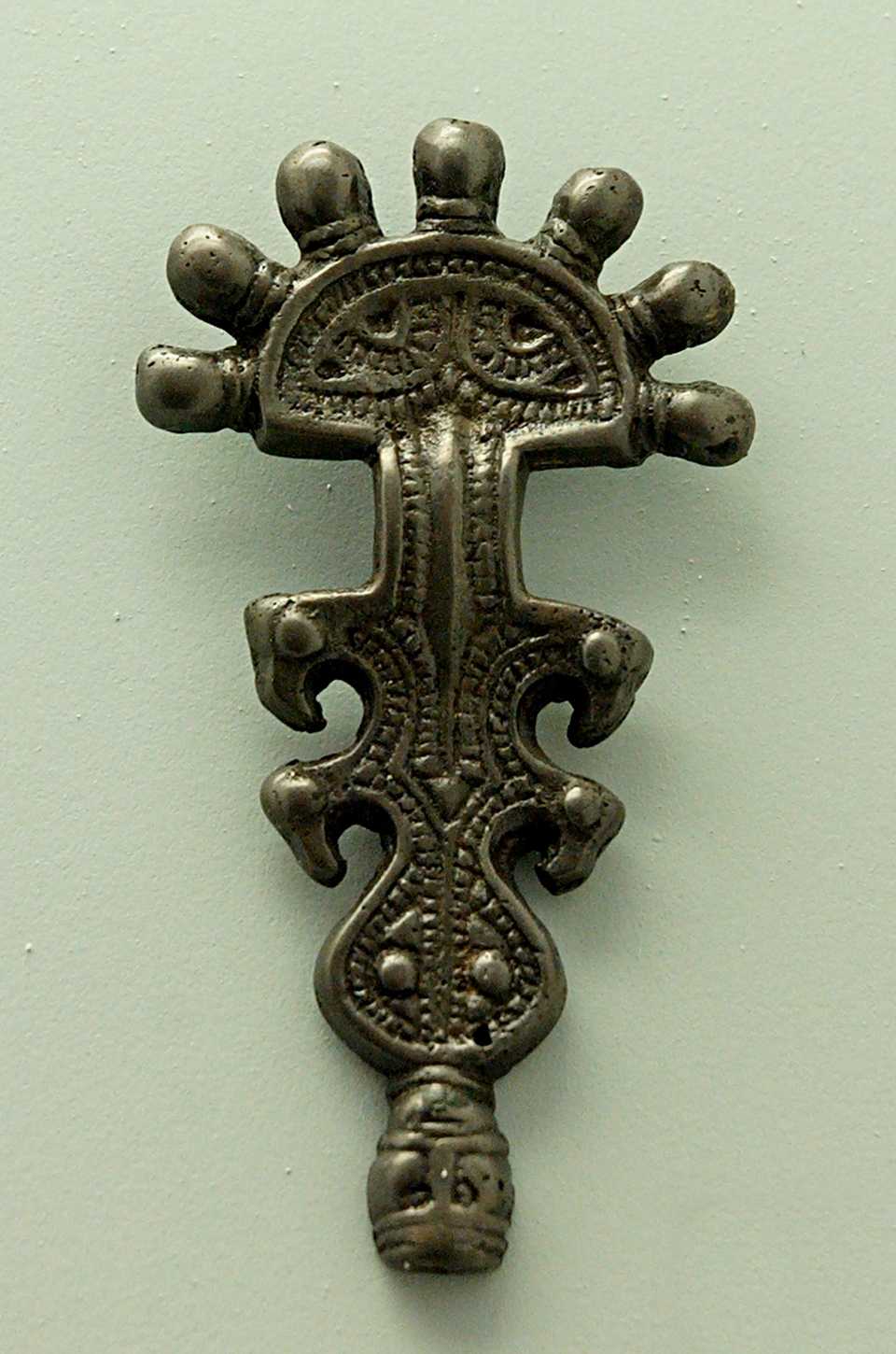
Фібула